# A-004
A-004 — 17-й старт по программе Аполлон, применялась ракета-носитель «Литл Джо-2», состоялся 20 января 1966 года.

## Предыстория
Беспилотный старт A-004 был необходим для испытания системы аварийного спасения (САС) в работе с предельными перегрузками и конструкцией командного модуля (КМ), максимально приближенной к реальной.
Этот был пятый и заключительный старт ракета-носителя «Литл Джо-2». Двигательная установка состояла из четырех двигателей Алгол и пяти ускорителей. Алгоритм полета был подобен запуску A-003, но была доработана система  управления, чтобы по команде с земли ракета начала резкие маневры по всем трём осям. В полете применялся усовершенствованный макет командного модуля (BP № 2) и стандартный — служебного, оба из картона, а также САС в варианте Блок I (корпус 002). Также были изменены центр тяжести КМ и вектор его выноса от ракеты-носителя, чтобы осложнить работу системе аварийного спасения. Схема приземления в основном повторяла PA-2.

## Старт

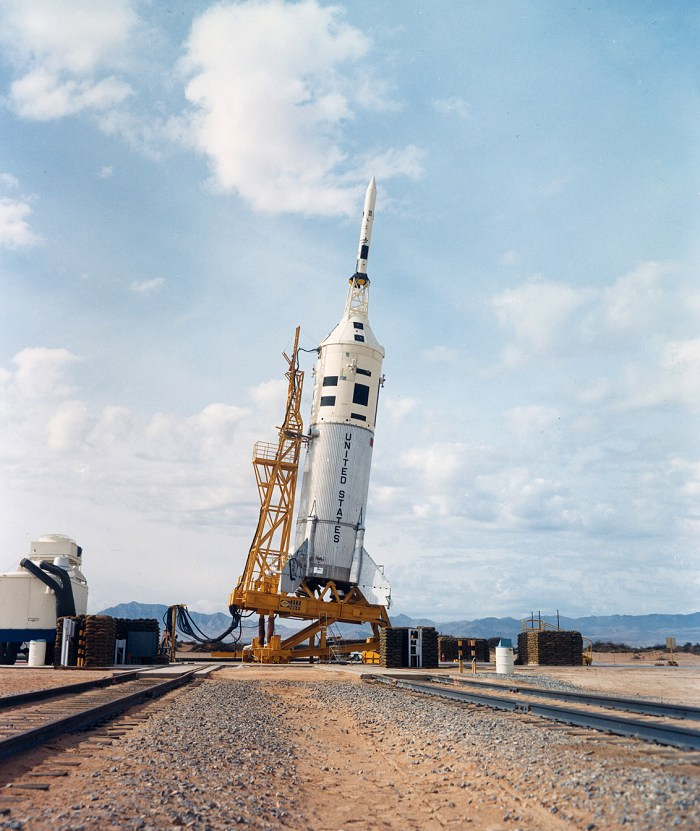
Старт A-004, Белые Пески

Ракета была запущена 20 января 1966 года в 8:17:01 по местному времени (15:17:01 UTC), после нескольких отсрочек из-за технических сбоев и неблагоприятных погодных условий. Маневрами ракеты управляли с земли, на нужной высоте и скорости она по команде стала резко отклоняться от курса, с предельными значениями — 160 градусов в секунду по тангажу и рысканью, 70 градусов в секунду по крену. САС автоматически выдала команду на «аварийное прекращение полета» через 2,9 секунды. Двигатели САС сработали немедленно, вовремя раскрылись плоские стабилизаторы в верхней части САС и выровняли командный модуль, с кормовой части КМ был сброшен теплозащитный экран. Корпус САС отстрелился, мягкая посадка на парашютах прошла нормально, и командный модуль приземлился приблизительно в 34,6 км от стартовой площадки, достигнув максимальной высоты 23,8 км.
Все системы работали удовлетворительно, динамические нагрузки и напряжения в конструкции были в пределах ожидаемого. Все поставленные задачи были выполнены.

## В настоящее время
В ноябре 1971 года командный модуль BP № 2 был помещен в Космический Центр имени Джонсона.